# Club du Manège

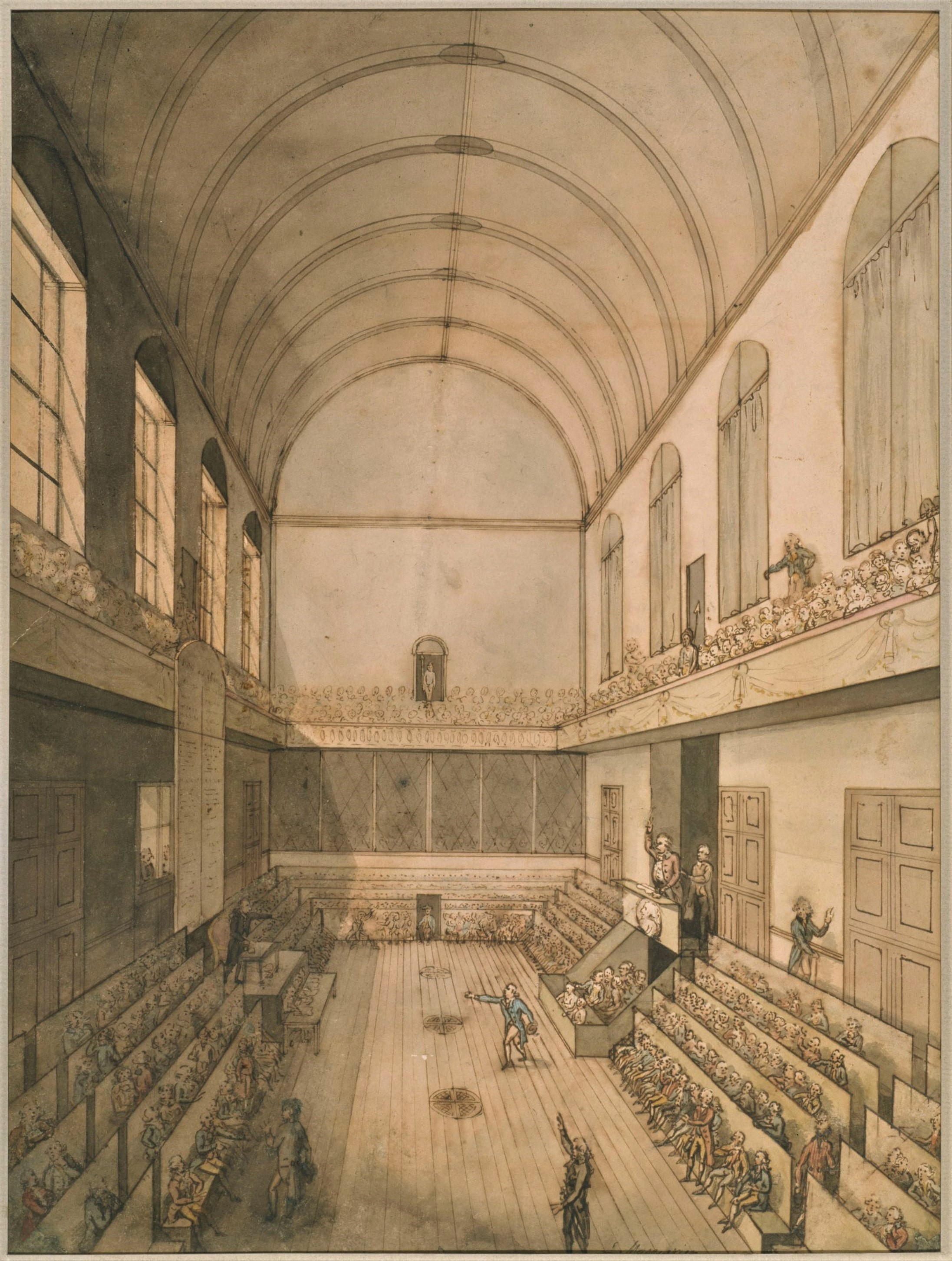
Séance à la salle du manège.

Le club du Manège, également connu sous le nom de « Réunion des Amis de la Liberté et de l'Égalité », est un club politique néo-jacobin créé en 1799 à Paris, vers la fin de la Révolution.

## Origines
De septembre 1798 à mars 1799, une Deuxième Coalition est formée à l'instigation de la Grande-Bretagne, avec la Russie, l'Autriche, l'Empire ottoman, les Deux-Siciles, quelques princes allemands et la Suède. Les troupes austro-russes contraignent l'armée du Danube à retraverser le Rhin le 6 avril 1799, l'armée du général Masséna à évacuer Zurich, en Suisse, et chassent les forces françaises d'Italie. Par ailleurs, la Chouannerie renaît dans l'Ouest.
Devant ces difficultés, les élections du 29 germinal an VII (18 avril 1799) voient le succès des Jacobins, qui obtiennent la majorité dans le nouveau tiers du Corps législatif. À l'inverse, sur 187 candidats gouvernementaux, 66 d'entre eux, seulement, sont élus.
Bientôt, un conflit surgit entre le Directoire et les Conseils. Le 29 prairial an VII (17 juin 1799), une coalition de députés autour des Jacobins obtient l'invalidation de l'élection du directeur Treilhard comme anticonstitutionnelle. Il est remplacé par Gohier, ancien ministre de la Justice en l'an II, qui passe pour jacobin. Le lendemain, menacés de mise en accusation par les Conseils, La Révellière-Lépeaux et Merlin de Douai démissionnent. Barras et Sieyès sont épargnés parce que jugés plus à gauche. Le 2 messidor an VII (20 juin 1799), le général Moulin est élu au Directoire exécutif, deux jours après Roger Ducos. De même, le 14 messidor an VII (2 juillet 1799), le général Bernadotte devient ministre de la Guerre.

## Création
Revigorés par leur victoire sur le Directoire, les Jacobins fondent, le 6 juillet 1799, un nouveau club, la Réunion des Amis de la Liberté et de l'Égalité, qui siège dans la salle du Manège (où s'étaient successivement réunies la Constituante, la Législative et la Convention nationale). Présidée par Jean-Baptiste Drouet, qui fut l'ami de Babeuf, elle comporte d'anciens « terroristes », des néo-bavouvistes. Parmi les premiers inscrits, on trouve Bouchotte, Prieur de la Marne, Félix Lepeletier (frère du conventionnel Lepeletier de Saint-Fargeau et ami de Babeuf), Pierre-Antoine Antonelle, Victor Bach et des généraux comme Augereau, Jourdan et Marbot.
Devant les soulèvements royalistes en province, notamment à Bordeaux, Toulouse, Narbonne et Montpellier, une série de lois extraordinaires, rappelant les mesures de salut public de l'an II, sont adoptées. Ainsi, le 24 messidor an VII (12 juillet 1799), les Conseils votent la loi des otages. Dans les départements déclarés en état de troubles, les administrations locales doivent dresser des listes de ci-devant nobles, de parents d'émigrés ou de contre-révolutionnaires notoires, susceptibles d'être retenus en otages pour faire pression sur les bandes armées royalistes. En cas d'assassinat de fonctionnaires de la République, même de curés constitutionnels, quatre de ces otages seront déportés. En outre, ils seront rendus responsables des dommages causés par les royalistes et devront régler des indemnités aux familles de leurs victimes ou aux paysans lésés par les pillages.

## Fermeture
Toutefois, les succès des Jacobins inquiètent. Cambacérès est nommé ministre de la Justice le 2 thermidor an VII (20 juillet 1799) et Fouché ministre de la Police le 11 thermidor (29 juillet). 
Comme le dit Thiers, « deux cents députés prononcés dans les Cinq-Cents, à la tête desquels se trouvaient deux généraux célèbres, le ministre de la guerre, le commandant de la place de Paris, deux directeurs, quantité de journaux et de clubs, un reste considérables d’hommes compromis, et propres aux coups de mains, pouvaient causer quelque effroi ; et bien que le parti montagnard ne pût renaître, on conçoit les craintes qu’il inspirait encore à des hommes tout plein de souvenirs de 1793". 
Les Jacobins sont chassés de la salle du manège, le 8 thermidor (26 juillet), et doivent s'installer rue du Bac. Le 26 thermidor (13 août), sur ordre de Sieyès, Fouché fait fermer le club jacobin du Manège.
Cette réaction gouvernementale se confirme parmi les Conseils, le 1er fructidor (18 août 1799) avec le rejet de la mise en accusation des quatre anciens Directeurs par le Conseil des Anciens (par 217 voix contre 214).
Toutefois, le 27 fructidor (13 septembre 1799), le général Jourdan demande devant le Conseil des Cinq-Cents que l'on proclame la Patrie en danger.
Le lendemain, Dubois-Crancé est nommé au ministère de la Guerre en remplacement de Bernadotte, que Sieyès soupçonne d'avoir voulu tenter un coup de force pro-jacobin.
Rentré d'Égypte, cependant, le général Bonaparte ouvre des discussions dans les milieux politiques, financiers et militaires, en vue de s'emparer du pouvoir ; il s'entend avec Siéyès, qui croit avoir trouvé en lui le sabre qu'il recherchait pour changer la constitution.
Le 15 brumaire an VIII (6 novembre 1799), les Conseils législatifs, offrent un banquet de 750 couverts à Bonaparte et à Moreau, auquel les généraux les plus jacobins, Jourdan et Augereau, brillent par leur absence. Le lendemain, Jourdan propose en vain à Bonaparte de faire le coup d'État en faveur de la gauche jacobine. Finalement, prenant prétexte d'un hypothétique complot « terroriste », Bonaparte déclenche son coup d'État, le 18 brumaire (9 novembre 1799).
Les semaines suivantes, la répression s'abat sur les milieux jacobins. Soixante députés sont destitués, la presse patriote muselée, les clubs fermés. Dès le 11 novembre 1799, les consuls arrêtent 36 démocrates, dont Félix Lepeletier, Charles de Hesse, Louis Henri Scipion du Roure, Antoine-Louis-Bernard Magniez, dit Brutus, François-Xavier Audouin, Didier Jourdeuil, Soulavie, ou Fournier l'Américain seront déportés à Cayenne, et 26 autres, c'est-à-dire le général Jourdan, le conventionnel Julien de Toulouse, Pierre-Antoine Antonelle et presque tous les députés du Conseil des Cinq-Cents et du Conseil des Anciens qui se sont opposés au coup d'État, seront internés sur l'île de Ré, mais ils reviennent sur cette dernière mesure par un arrêté du 25 novembre.
L'opposition jacobine sera décapitée en 1801, après la prétendue conspiration des poignards (24 octobre 1800), qui voit l'exécution de Demerville, de l'adjudant-général Aréna, du sculpteur Ceracchi ou du peintre François Topino-Lebrun, et l'attentat de la rue Saint-Nicaise, le 3 nivôse an IX (24 décembre 1800), avec l'arrestation de nombreux militants révolutionnaires, emprisonnés aux îles de Ré et d'Oléron et au fort de Joux, ou déportés en Guyane et aux Seychelles.